# Blocage (football américain)
Pour les articles homonymes, voir Blocage.
Au football américain et au football canadien, on appelle blocage ou bloc l'action consistant à utiliser son corps pour obstruer les mouvements de l'adversaire, et si possible le diriger dans une direction souhaitée. Le blocage est une technique fondamentale utilisée par les joueurs attaquants pour gêner les défenseurs et créer des ouvertures favorisant le schéma offensif déployé.
Le blocage est une action de jeu légale à partir du moment où il s'agit d'une poussée, et non d'une traction. Le fait d’agripper son adversaire est sanctionné par une faute (Holding). Le fait de faire un blocage dans le dos de l'adversaire est une action dangereuse elle aussi sanctionnée par une pénalité.